# Tuscaloosa (Neil Young)
| Recensione | Giudizio |
| ---------- | -------- |
| Allmusic   | [ 1 ]    |

Tuscaloosa è un album dal vivo del cantautore canadese Neil Young, pubblicato il 7 giugno 2019 ma registrato il 5 febbraio 1973 durante un concerto di Young con gli Stray Gators svoltosi all'arena Memorial Auditorium di Tuscaloosa, Alabama. Si tratta della quarta uscita nelle "Performance Series" dei Neil Young Archives.

## Descrizione
L'album contiene materiale registrato dal vivo durante il tour "Time Fades Away". A differenza dell'album Time Fades Away, che fu compilato scegliendo registrazioni provenienti da successive date della tournée, la formazione del gruppo di accompagnamento di Neil Young dell'epoca, gli Stray Gators, includeva Kenny Buttrey alla batteria (successivamente rimpiazzato da Johnny Barbata). L'album non presenta il concerto integrale, in quanto non tutte le canzoni eseguite furono registrate su nastro, ed inoltre The Loner e On the Way Home furono scartate per varie ragioni (anche se Young non ha escluso di renderle disponibili in futuro).

## Tracce
- Tutti i brani sono opera di Neil Young.

1. Here We Are in the Years – 3:56
2. After the Gold Rush – 4:42
3. Out On the Weekend – 5:29
4. Harvest – 4:14
5. Old Man – 4:17
6. Heart of Gold – 3:48
7. Time Fades Away – 6:10
8. Lookout Joe – 4:59
9. New Mama – 3:01
10. Alabama – 3:50
11. Don't Be Denied – 8:09

## Formazione[5]
- Neil Young – voce, chitarra, pianoforte, armonica

The Stray Gators
- Ben Keith – pedal steel guitar, slide guitar, voce
- Jack Nitzsche – piano, voce
- Tim Drummond – basso
- Kenny Buttrey – batteria